# Lisandra Guerra
Guerra  Rodríguez est un nom espagnol. Le premier nom de famille, en général paternel, est Guerra ; le second, en général maternel, souvent omis, est Rodríguez.
Lisandra Guerra Rodríguez, née le 31 octobre 1987 à Colón (province de Matanzas), est une coureuse cycliste sur piste cubaine. Spécialisée dans les disciplines de vitesse, elle est devenue championne du monde du 500 mètres en mars 2008 à Manchester.

## Repères biographiques
Originaire de Colón (province de Matanzas), à deux cents kilomètres de La Havane, Lisandra Guerra s'essaie à de nombreux sports avant de s'initier au cyclisme sur route, à l'âge de dix ans, la piste venant plus tard.
Sa première percée sur le plan international, Lisandra Guerra la réalise à Mar del Plata lors des championnats panaméricains de 2005. Alors à peine âgée de dix-sept ans, elle remporte l'or sur le 500 mètres (devançant la championne du monde 2001 Nancy Contreras).
À moins de vingt-et-un ans, Lisandra Guerra devient championne du monde de la spécialité à Manchester. En 34 s 02, elle devance la Lituanienne Simona Krupeckaitė (34 s 06) et la Française Sandie Clair (34 s 25).

## Palmarès sur piste

### Jeux olympiques
- Pékin 2008
  - 10e de la vitesse individuelle[2] (éliminée au repêchage du premier tour[3]).
- Londres 2012
  - 6e de la vitesse individuelle
  - 13e du keirin
- Rio 2016
  - 17e du keirin
  - 20e de la vitesse individuelle

### Championnats du monde
| - Bordeaux 2006 - Médaillée de bronze du 500 mètres. - 8e de la vitesse individuelle (éliminée en quarts de finale). - Déclassée aux repêchages du premier tour du keirin. - Palma de Majorque 2007 - Médaillée d'argent du 500 mètres. - 4e de la vitesse individuelle (éliminée en demi-finale). - Éliminée aux repêchages du premier tour du keirin. - Manchester 2008 - Championne du monde du 500 mètres. - 7e de la vitesse individuelle (éliminée en quarts de finale). - 10e du keirin. - Pruszków 2009 - 7e du 500 mètres. - 7e du keirin. - 13e de la vitesse individuelle (éliminée en 1/16e de finale). - Copenhague 2010 - 9e du 500 mètres. - 16e du keirin (éliminée aux repêchages du premier tour). - 23e de la vitesse individuelle (éliminée en 1/16e de finale). - Apeldoorn 2011 - 6e du 500 mètres. - 6e du keirin. - 13e de la vitesse individuelle (déclassée en 1/16e de finale). | - Melbourne 2012 - 6e du 500 mètres. - 8e de la vitesse individuelle (éliminée en quarts de finale). - 13e du keirin (éliminée aux repêchages du premier tour). - Minsk 2013 - Médaillée de bronze du keirin. - 4e du 500 mètres. - 11e de la vitesse individuelle (éliminée en repêchage des huitièmes de finale). - Cali 2014 - 4e du 500 mètres. - 11e du keirin. - 13e de la vitesse individuelle (éliminée en seizièmes de finale). - Saint-Quentin-en-Yvelines 2015 - Médaillée de bronze du keirin. - 9e du 500 mètres. - 18e de la vitesse individuelle (éliminée en seizièmes de finale). - Londres 2016 - 9e du 500 mètres. - 13e du keirin (éliminée aux repêchages du premier tour). - 30e de la vitesse individuelle (éliminée en qualifications). |

### Coupe du monde
- 2006-2007 
  - Classement général du 500 mètres
  - 1re du 500 mètres à Los Angeles
  - 1re du 500 mètres à Moscou
  - 2e de la vitesse à Moscou
  - 3e de la vitesse par équipes à Los Angeles
- 2007-2008 
  - Classement général du 500 mètres 
  - 1re du 500 mètres à Los Angeles
  - 1re du 500 mètres à Pékin
  - 2e du 500 mètres à Sydney
- 2008-2009 
  - 3e du classement général du 500 mètres 
  - 1re du 500 mètres à Copenhague
  - 2e du 500 mètres à Cali
  - 3e de la vitesse à Cali
  - 3e du keirin à Cali
- 2009-2010 
  - 3e du 500 mètres à Cali
  - 3e de la vitesse à Cali
- 2011-2012 
  - 1re du 500 mètres à Pékin
- 2014-2015
  - 3e de la vitesse à Guadalajara

### Championnats du monde juniors
- Vienne 2005
  -  Championne du monde du 500 mètres
  -  Championne du monde de la vitesse individuelle

### Championnats panaméricains
| - Mar del Plata 2005 - Médaillée d'or du 500 mètres. - Médaillée d'argent de la vitesse individuelle. - Médaillée d'argent du keirin. - São Paulo 2006 - Médaillée d'or du 500 mètres. - Médaillée d'or du keirin. - Médaillée d'argent de la vitesse individuelle. - Valencia 2007 - Médaillée d'or du 500 mètres. - Médaillée d'or de la vitesse individuelle. - Médaillée d'argent du keirin. - Médaillée d'argent de la vitesse par équipes. - México 2009 - Médaillée d'or du 500 mètres. - Médaillée d'or du keirin. - Médaillée d'or de la vitesse individuelle. - Aguascalientes 2010 - Médaillée d'or du 500 mètres. - Médaillée d'or de la vitesse par équipes. - Médaillée d'or du keirin. - Médaillée d'or de la vitesse individuelle. - Medellín 2011 - Médaillée d'or du 500 mètres. - Médaillée d'or du keirin. - Médaillée d'or de la vitesse individuelle. - Médaillée de bronze de la vitesse par équipes. | - Mar del Plata 2012 - Médaillée d'or du 500 mètres. - Médaillée d'argent de la vitesse individuelle. - Mexico 2013 - Médaillée d'or du 500 mètres. - Médaillée d'or du keirin. - Médaillée d'or de la vitesse individuelle. - Médaillée d'argent de la vitesse par équipes. - Aguascalientes 2014 - Médaillée d'or du 500 mètres. - Médaillée d'or de la vitesse individuelle. - Médaillée de bronze de la vitesse par équipes (avec Marlies Mejías). - Sixième du keirin. - Santiago 2015 - Médaillée de bronze du 500 mètres. - Médaillée de bronze de la vitesse individuelle. - Aguascalientes 2018 - Quatrième du 500 mètres. - Quatrième de la vitesse par équipes (avec Mirtha García). - 11e de la vitesse individuelle. - Cochabamba 2019 - Quatrième du keirin. - Quatrième de la vitesse par équipes (avec Thalia Díaz). - Cinquième du 500 mètres. - Non-partante lors des qualifications de la vitesse individuelle. |

### Jeux panaméricains
- Rio de Janeiro 2007
  -  Médaillée d'argent de la vitesse
- Guadalajara 2011
  -  Médaillée d'or de la vitesse
- Toronto 2015
  -  Médaillée d'argent du keirin
  -  Médaillée d'argent de la vitesse par équipes
- Lima 2019
  -  Médaillée d'argent du keirin

### Jeux d'Amérique centrale et des Caraïbes
- Carthagène des Indes 2006
  -  Médaillée d'or de la vitesse[58]
  -  Médaillée de bronze du 500 mètres[59]
- Veracruz 2014
  -  Médaillée d'or du 500 mètres
  -  Médaillée d'or du keirin
  -  Médaillée d'or de la vitesse
  -  Médaillée d'or de la vitesse par équipes